# Marieh Delfino
Marieh Delfino (Caracas, 24 settembre 1977) è un'attrice venezuelana.

## Biografia
Nasce a Caracas, in Venezuela, nel 1984 si trasferisce negli Stati Uniti d'America. È la sorella maggiore di Majandra Delfino. Ha frequentato le scuole superiori a Miami con Richard Stern.

## Filmografia

### Cinema
- Pranksters, regia di Rick Rose (2002)
- Auto Focus, regia di Paul Schrader (2002)
- Dorm Daze - un college di svitati (National Lampoon Presents Dorm Daze), regia di David e Scott Hillenbrand (2003)
- Jeepers Creepers II, regia di Victor Salva (2003)
- Zerophilia, regia di Martin Curland (2005)
- Non bussare alla mia porta (Don't Come Knocking), regia di Wim Wenders (2005)
- Dorm Daze 2, regia di David e Scott Hillenbrand (2006)
- Boxboarders!, regia di Rob Hedden (2007)
- Bent, regia di Max Ricci - cortometraggio (2009)
- Bottom Feeders, regia di Minh Collins - cortometraggio (2009)
- Penance, regia di Jake Kennedy (2009)
- Supreme Champion, regia di Ted Fox e Richard Styles (2010)
- A Lure: Teen Fight Club, regial di Bill McAdams Jr. (2010)
- The Invitation, regia di Karyn Kusama (2015)
- Steele Wool, regia di Frank A. Cappello (2019)

### Televisione
- Boston Public - serie TV, episodi 2x02-2x03 (2001)
- All About Us - serie TV, 13 episodi (2001)
- Nancy Drew - film TV (2002)
- NCIS - Unità anticrimine (NCIS: Naval Criminal Investigative Service) - serie TV, episodio 2x15 (2005)